# Ivan Mečar
Ivan Mečar - Dugi (Zagreb, 27. prosinca 1909. — Zagreb, 19. ožujka 1943.) bio je sindikalni radnik, sudionik Narodnooslobodilačke borbe i narodni heroj Jugoslavije.

## Životopis
Rođen je 1909. godine u Zagrebu, u obitelji bravarskog radnika. Završio je osnovnu školu i šest razreda gimnazije. Od 1935. godine potpuno se posvetio radu u organizaciji Ujedinjenog radničkog sindikalnog saveza Jugoslavije, kao profesionalni sindikalni radnik. Pored toga je bio i aktivan u kulturno-umjetničkim radničkim društvima, osobito u pekarskom društvu „Živežar“. Član Komunističke partije Jugoslavije postao je 1938. ili 1939. godine.
Nakon proglašenja Nezavisne Države Hrvatske 1941., bio je izabran za člana Četvrtog rajonskog komiteta KP Hrvatske (područje centra grada). Policija mu je bila na tragu, pa je u jesen 1941. godine prešao u ilegalnost. Tada je bio uključen u rad Mjesnog komiteta KPH za Zagreb, isprva kao njegov član. U siječnju 1942. godine, preuzeo je dužnost organizacijskog sekretara, au prosincu iste godine, političkog sekretara Mjesnog komiteta. Tu je dužnost vršio sve do svoje pogibije.
Bio je organizator udarnih grupa s kojima je i osobno rukovodio kada se radilo o likvidiranju pojedinih neprijateljskih agenata i provokatora. Osim toga, radio je i na organiziranju kanala kojima se odlazilo iz okupiranog Zagreba na teren. U vezi s tim zadatkom nekoliko je puta odlazio i u okolicu Zagreba, gdje je s tamošnjim rukovodstvom Narodnooslobodilačke borbe uspostavljao točke i veze, jer se mobilizacija za partizanske postrojbe i po tempu i po broju dobrovoljaca iz Zagreba znatno povećavala.
U veljači 1943. godine, bio je ranjen u Kušlanovoj ulici u jednom okršaju udarne grupe kojom je rukovodio. Ta je grupa trebala likvidirati jednog ubačenog agenta, koji je otkrio veze zagrebačke organizacije KPH s organizacijama na terenu preko kojih se odlazilo u partizane. Pošto se nije mogao kretati, sklonio se u ilegalni stan. Iako se još uvijek teško kretao, 19. ožujka 1943. godine, napustio je ilegalni stan u Boškovićevoj ulici i krenuo zajedno sa Stjepanom Bubanićem, rukovoditeljem tiskarnice KPH u Zagrebu, na jedan sastanak na Novoj Vesi. Tamo su ih u zasjedi čekala dva policijska agenta i očekivali dolazak njih dvojice. Mečar i Bubanić primijetili su agente u Mlinarskoj ulici i pošli prema Medveščaku. Bijeg im je bio otežan, jer Mečar nije mogao trčati zbog ranjene noge. U Gregorjančevoj ulici ih je presreo stražar, koji je čuvao kuću nekog ustaškog dužnosnika. Tada su se njih dvojica pokušali probiti oružjem, ali su poginuli u okršaju.
Ukazom predsjednika Federativne Narodne Republike Jugoslavije Josipa Broza Tita, 24. srpnja 1953. godine, proglašen je za narodnog heroja.